# Myrmicocrypta
Myrmicocrypta (лат.) — род муравьёв трибы грибководов Attini из подсемейства Myrmicinae. Характерны своим тесным симбиозом с грибами, выращиваемыми в муравейниках. Мелкие мономорфные муравьи, лобные валики мелкие, грудь с многочисленными отростками-туберкулами. Стебелёк между грудкой и брюшком состоит из двух члеников: петиолюса и постпетиолюса (последний четко отделен от брюшка), жало развито, куколки голые (без кокона). Гнездо состоит из одной крупной ячейки-камеры. В качестве субстрата для грибницы используют остатки насекомых и кусочки фруктов.
В кутикулярных структурах содержат актинобактерии Pseudonocardia для защиты грибных садов от болезней.

## Распространение
Род характерен исключительно для Нового Света и встречается только в Неотропике.

## Классификация
Род включает более 20 видов. Род Myrmicocrypta включён в неформальную кладу Paleoattina (ранее подтрибу), которая включает примитивных грибководов из родов Apterostigma и Mycocepurus. Это первоначально определялось на основании морфологии касты рабочих и жилкования крыльев (Emery, 1913; Kusnezov, 1963), a позднее подтверждено молекулярно-генетическими исследованиями (Schultz & Brady, 2008; Rabeling et al., 2011; Sosa-Calvo et al., 2013; Ward et al., 2015; Branstetter et al., 2017). Морфологически палеоаттины обладают набором сходных признаков: (i) наличие фенестры (fenestra = светлое или прозрачное пятно) на передних крыльях самок (вторично утрачено на передних крыльях у социального паразиты Mycocepurus castrator, отсутствует у самцов палеоаттин на их передних крыльях, а также отсутствует у невыращивающих грибы и у неоаттин) (Emery, 1913, 1922; Fernández-Marín et al., 2005; Rabeling and Bacci Jr, 2010); (ii) усиковый фуникулярный сегмент I (педицель) у самцов много короче (∼2× короче), чем сегмент II (Sosa-Calvo & Schultz, 2010); и (iii) наличие актинобактерий рода Pseudonocardia на базистернуме II под передними ногами (Currie et al., 1999a).
- Myrmicocrypta boliviana Weber, 1938
- Myrmicocrypta brittoni typus
- Myrmicocrypta bruchi Santschi, 1936
- Myrmicocrypta buenzlii Borgmeier, 1934
- Myrmicocrypta bucki Sosa-Calvo & Schultz, 2010
- Myrmicocrypta buenzlii Borgmeier, 1934
- Myrmicocrypta camargoi Sosa-Calvo & Schultz, 2010
- Myrmicocrypta collaris Emery, 1913
- Myrmicocrypta dilacerata (Forel, 1885)
- Myrmicocrypta ednaella Mann, 1922
- Myrmicocrypta elisabethae Weber, 1937
- Myrmicocrypta erectapilosa[5]
- Myrmicocrypta foreli Mann, 1916
- Myrmicocrypta godmani Forel, 1899
- Myrmicocrypta guianensis Weber, 1937
- Myrmicocrypta infuscata Weber, 1946
- Myrmicocrypta longinoda Weber, 1938
- Myrmicocrypta microphthalma Borgmeier, 1948
- Myrmicocrypta occipitalis Weber, 1938
- Myrmicocrypta ogloblini Santschi, 1936
- Myrmicocrypta rudiscapa Emery, 1913
- Myrmicocrypta spinosa Weber, 1937
- Myrmicocrypta squamosa Smith, 1860
- Myrmicocrypta subnitida Forel, 1899
- Myrmicocrypta triangulata Forel, 1912
- Myrmicocrypta tuberculata Weber, 1938
- Myrmicocrypta unidentata Weber, 1937
- Myrmicocrypta urichi Weber, 1937
- Myrmicocrypta weyrauchi Borgmeier, 1948
- Другие виды